# Awaka Eshata
Awaka Eshata (hebräisch אווקה אשטה, amharisch አዋቀ አሽታ; * 5. September 1999) ist ein israelischer Fußballspieler.

## Karriere
Eshata stammt aus einer jüdischen Familie. Im Alter von vier Jahren wanderte er mit seiner Familie aus Äthiopien nach Israel ein. Seine Karriere begann er bei
Hapoel Katamon Jerusalem, wo er bis 2018 im Jugendbereich aktiv war. Sein Profidebüt gab er am 16. Dezember 2016 in einem 1:0-Heimsieg gegen Maccabi Ahi Nazareth. Nach der Fusion von Hapoel Katamon mit Hapoel Jerusalem im Jahr 2020 wurde er Teil des neu gegründeten Vereins Hapoel Jerusalem FC. Am 12. Dezember 2021 erhielt er in einem Ligaspiel gegen Hapoel Tel Aviv, das mit einem Unentschieden endete, die Rote Karte.
2022 wurde Eshata erstmals in die äthiopische Nationalmannschaft berufen.